# John Newbery
John Newbery (batizado em 9 de julho de 1713—22 de dezembro de 1767) foi um editor britânico que, pela primeira vez, fez da literatura infanto-juvenil uma parte sustentável e lucrativa no mercado literário. Apoiou e publicou as obras de Christopher Smart, Oliver Goldsmith e Samuel Johnson. Em honra de suas realizações na publicação de livros infantis, foi criado o prêmio Medalha Newbery.

## Legado
Seu filho Francis, o sobrinho Francis e a esposa dele, Elizabeth, bem como o neto Francis Power, continuaram com o negócio após a morte dele.
Em 1922, foi criada a Medalha Newbery; ela é concedida anualmente desde então, para o melhor livro infantil publicado nos Estados Unidos da América.

## Campeões de vendas de Newbery

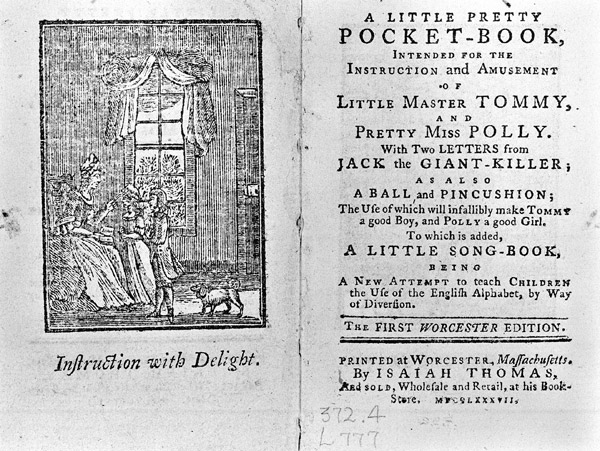
A Little Pretty Pocket-Book, publicado por Newbery

- «Mother Goose's Melody» (em inglês), 1791 (fac-símile de A.H. Bullen, 1904)]
- A Little Pretty Pocket-Book (1744)
- The Newtonian System of Philosophy (1761) (talvez escrito por Oliver Goldsmith ou Christopher Smart)
- The Renowned History of Giles Gingerbread (1764)
- The History of Little Goody Two-Shoes (1765) (talvez escrito por Oliver Goldsmith)